# Dick Van Dyke
Richard "Dick" Wayne Van Dyke (West Plains, 13 de dezembro de 1925) é um ator, cantor, apresentador, dançarino e comediante norte-americano, cuja carreira musical durou sete décadas. É irmão do falecido ator e comediante Jerry Van Dyke.
Sua carreira premiada se estende por sete décadas no cinema, na televisão e no palco. Van Dyke recebeu vários prêmios, incluindo um Globo de Ouro, Tony, Grammy, um Daytime Emmy e quatro Primetime Emmys. Ele foi introduzido no Television Hall of Fame em 1995 e na Calçada da Fama de Hollywood em 2012. Ele foi homenageado com o Screen Actors Guild Life Achievement Award em 2013, o Kennedy Center Honors em 2021 e foi reconhecido como uma lenda da Disney.
Van Dyke começou sua carreira como artista de rádio e televisão, em boates e nos palcos da Broadway. Em 1961, ele estrelou a produção original de Bye Bye Birdie, papel que lhe rendeu o Tony Award de Melhor Ator Coadjuvante em Musical. Carl Reiner então o escalou como Rob Petrie no seriado de televisão da CBS The Dick Van Dyke Show, de 1961 a 1966, o que o tornou um nome familiar. Ele estrelou os musicais Bye Bye Birdie (1963), Mary Poppins (1964) e Chitty Chitty Bang Bang (1968), e a comédia dramática The Comic (1969).
Van Dyke também fez aparições especiais em programas de televisão Columbo (1974) e The Carol Burnett Show (1977), e estrelou The New Dick Van Dyke Show (1971–74), Diagnosis: Murder (1993–2001) e Murder 101 (2006–08). Van Dyke também fez aparições nos filmes Dick Tracy (1990), Curious George (2006), Night at the Museum (2006), sua sequência de 2014 e Mary Poppins Returns (2018).

## Filmografia

### Filmes
| Ano  | Título                                                      | Papel                            |
| ---- | ----------------------------------------------------------- | -------------------------------- |
| 1963 | Bye Bye Birdie                                              | Albert F. Peterson               |
| 1964 | What a Way to Go!                                           | Edgar Hopper                     |
| 1964 | Mary Poppins                                                | Bert/Mr. Dawes Sr.               |
| 1965 | The Art of Love                                             | Paul Sloane/Toulouse aka Picasso |
| 1966 | Lt. Robin Crusoe, U.S.N.                                    | Robin Crusoe                     |
| 1967 | Divorce American Style                                      | Richard Harmon                   |
| 1967 | Fitzwilly                                                   | Claude R. Fitzwilliam            |
| 1968 | Never a Dull Moment                                         | Jack Albany                      |
| 1968 | Chitty Chitty Bang Bang                                     | Caractacus Potts                 |
| 1969 | Some Kind of a Nut                                          | Fred Amidon                      |
| 1969 | The Comic                                                   | Billy Bright                     |
| 1971 | Cold Turkey                                                 | Clayton Brooks                   |
| 1975 | Tubby the Tuba                                              | Tubby the Tuba                   |
| 1979 | The Runner Stumbles                                         |                                  |
| 1990 | Dick Tracy                                                  | D.A. Fletcher                    |
| 2001 | Walt: The Man Behind the Myth                               |                                  |
| 2005 | Batman: New Times                                           | Gordon                           |
| 2006 | Curious George                                              | Mr. Bloomsberry (voice)          |
| 2006 | Night at the Museum                                         | Cecil J. Fredricks               |
| 2014 | Alexander and the Terrible, Horrible, No Good, Very Bad Day | Ele mesmo                        |
| 2014 | Night at the Museum: Secret of the Tomb                     | Cecil J. Fredricks               |
| 2015 | Merry Xmas                                                  | Father                           |
| 2016 | Trolland                                                    | Yusop                            |
| 2017 | If You're Not in the Obit, Eat Breakfast                    | Ele mesmo                        |
| 2018 | The Great Buster: A Celebration                             | Ele mesmo                        |
| 2018 | Mary Poppins Returns                                        | Mr. Dawes Jr.                    |
| 2018 | Buttons: A Christmas Tale                                   | Anjo                             |
| 2023 | Capture the Flag                                            | James Archer                     |

### Televisão
| Ano       | Título                                    | Papel                              |
| --------- | ----------------------------------------- | ---------------------------------- |
| 1955–1956 | The Morning Show                          | Host                               |
| 1956      | CBS Cartoon Theatre                       | Host                               |
| 1956–1957 | To Tell the Truth                         | Panelist                           |
| 1957–1958 | The Phil Silvers Show                     | Pvt. Lumpkin / Pvt. "Swifty" Bilko |
| 1958      | The Chevy Showroom Starring Andy Williams | Ele mesmo                          |
| 1958–1959 | Mother's Day                              | Host                               |
| 1959      | Laugh Line                                | Host                               |
| 1961–1966 | The Dick Van Dyke Show                    | Rob Petrie                         |
| 1969      | Dick Van Dyke and the Other Woman         | Ele mesmo                          |
| 1970      | Dick Van Dyke Meets Bill Cosby            | Ele mesmo                          |
| 1971–1974 | The New Dick Van Dyke Show                | Dick Preston                       |
| 1973      | The New Scooby-Doo Movies                 | Ele mesmo                          |
| 1974      | Julie and Dick at Covent Garden           | Ele mesmo                          |
| 1974      | Columbo                                   | Paul Galesko                       |
| 1974      | The Morning After                         | Charlie Lester                     |
| 1976      | Van Dyke and Company                      | Ele mesmo                          |
| 1976      | Lola!                                     |                                    |
| 1977      | The Carol Burnett Show                    |                                    |
| 1979      | Supertrain                                | Waldo Chase                        |
| 1981      | True Life Stories                         | Charlie                            |
| 1981      | Harry's Battles                           | Harry Fitzsimmons                  |
| 1981      | How to Eat Like a Child                   | Ele mesmo                          |
| 1982      | The Country Girl                          | Frank Elgin                        |
| 1982      | Drop-Out Father                           | Ed McCall                          |
| 1983      | CBS Library                               | Father                             |
| 1983      | Found Money                               | Max Sheppard                       |
| 1984      | Donald Duck's 50th Birthday               | Ele mesmo/Host                     |
| 1985      | American Playhouse                        | Les Dischinger                     |
| 1986      | Strong Medicine                           | Sam Hawthorne                      |
| 1986      | Matlock                                   | Judge Carter Addison               |
| 1987      | Ghost of a Chance                         | Bill Nolan                         |
| 1987      | Highway to Heaven                         | Wally Dunn                         |
| 1987      | Airwolf                                   | Malduke                            |
| 1988      | The Van Dyke Show                         | Dick Burgess                       |
| 1989      | The Golden Girls                          | Ken                                |
| 1990      | Matlock                                   | Carter Addison                     |
| 1991      | Daughters of Privilege                    | Buddy Keys                         |
| 1991      | Jake and the Fatman                       | Dr. Mark Sloan                     |
| 1992      | Diagnosis of Murder                       | Dr. Mark Sloan                     |
| 1992      | The House on Sycamore Street              | Dr. Mark Sloan                     |
| 1993      | The Town Santa Forgot                     | Old Jeremy Creek                   |
| 1993      | A Twist of the Knife                      | Dr. Mark Sloan                     |
| 1993–2001 | Diagnosis: Murder                         | Dr. Mark Sloan                     |
| 1993      | Coach                                     | Luthor Van Dam's Cousin            |
| 1999      | Becker                                    | Fred Becker                        |
| 2000      | Sabrina the Teenage Witch                 | Duke                               |
| 2002      | A Town Without Pity                       | Dr. Mark Sloan                     |
| 2002      | Without Warning                           | Dr. Mark Sloan                     |
| 2003      | The Gin Game]                             | Weller Martin                      |
| 2003      | The Alan Brady Show                       | Webb                               |
| 2003      | Scrubs                                    | Dr. Townshend                      |
| 2004      | The Dick Van Dyke Show Revisited          | Rob Petrie                         |
| 2006      | Murder 101                                | Dr. Jonathan Maxwell               |
| 2007      | Murder 101: If Wishes Were Horses         | Dr. Jonathan Maxwell               |
| 2007      | Murder 101: College Can Be Murder         | Dr. Jonathan Maxwell               |
| 2008      | Murder 101: The Locked Room Mystery       | Dr. Jonathan Maxwell               |
| 2011      | Hollywood Treasure                        | Ele mesmo                          |
| 2012      | The Doctors                               | Ele mesmo                          |
| 2012      | Fun with Dick and Jerry Van Dyke          | Ele mesmo                          |
| 2013      | Brody Stevens: Enjoy It!                  | Ele mesmo                          |
| 2014      | Signed, Sealed, Delivered                 | Kenneth Brandt                     |
| 2014      | Mickey Mouse Clubhouse                    | Goof-Beard                         |
| 2015      | The Middle                                | Spence                             |